# ماريانو أوسبينا رودريجيث
ماريانو أوسبينا رودريجيث (بالإسبانية: Mariano Ospina Rodríguez)‏ سياسي وصحفي ومحامي كولومبي، وُلد في جواسكا في كونديناماركا في 18 أكتوبر 1805. أسس أوسبينا حزب المحافظين وكان رئيسًا لجمهورية غرناطة الجديدة في الفترة من 1857 حتى 1861. وتُوفي في ميديلين في 11 يناير 1885.